# Bernd Jäkel
Bernd Jäkel (n. 1 mai 1954, Berlin, RDG) este un sportiv ce a reprezentat Germania, medaliat olimpic. A participat la 4 ediții ale Jocurilor Olimpice (1980, 1988, 1992, 1996) în care a câștigat două medalii de aur.